# ルカ・マリン

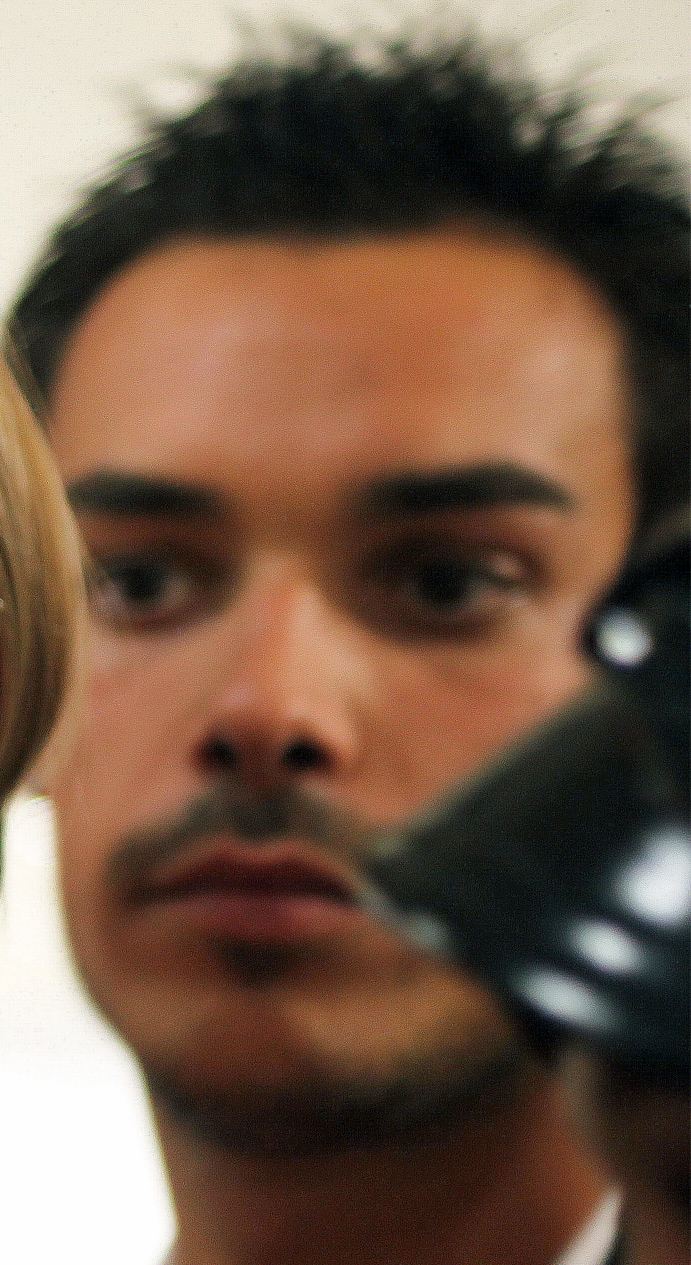
ルカ・マリン

ルカ・マリン（Luca Marin 1986年4月9日- ）は、イタリアのシチリア州ラグーザ県ヴィットーリア出身の競泳選手。専門は400m個人メドレー。ヨーロッパ選手権及び世界選手権の同種目でこれまで6回の銀メダルを獲得している。2006年のヨーロッパ短水路選手権ではチェ・ラースローを破り金メダルを獲得した。2004年のアテネオリンピックでは10位となっている。
フランスの競泳選手でオリンピック金メダリストのロール・マナドゥの恋人で大会中もキスし合うなど注目の的だったが、2007年のヨーロッパ選手権の際破局を迎えマナドゥのヌード写真を流出させたのではないかと報道されたが本人は否定している。